# Pi de Sibèria
El pi de Sibèria (Pinus sibirica) és una espècie de conífera de la família Pinaceae que es troba a Sibèria, on tolera els vents forts i freds fins com a mínim -60 °C.

## Distribució
Viu des de la longitud 58°E a les muntanyes Urals fins a 126°E a la serralada Stanovoi al sud de la república Sakhà, i a la latitud des de Igarka a 68°N a la vall del riu Ienissei fins a 45°N a Mongòlia.
Al nord creix a baixa latitud, típicament 100-200 m, en canvi més al sud arriba a 1.000-2.400 m d'altitud. Sovint arriba al límit arbori en la seva zona. Els arbres poden fer 30-40 m d'alt i viure un màxim de 800-850 anys.

## Descripció
Els fascicles de fulles aciculars estan en grups de cinc fulles que fan de 5 a 10 cm de llarg. Les pinyes fan de 5 a 9 cm de llargada i els pinyons (que són comestibles) de 9 a 12 mm. Es considera sovint com una varietat o subespècie del pi suís (Pinus cembra) tanmateix se'n diferencia per tenir les pinyes lleugerament més grosses i tres canals de resina a les fulles en lloc dels dos canals del pi suís.
El pi de Sibèria resisteix una malaltia fúngica del fong Cronartium ribicola i té interès per fer varietats de pins resistents per hibridació.

## Cultiu
Es fa servir força en parcs i jardins de clima fred, com al Canadà central, tolera els vents forts i freds fins com a mínim -60 °C. D'aquesta espècie, com d'altres pinyons, se n'obté oli de pinyó.